# Hellboy 2: Zlatá armáda
Hellboy 2: Zlatá armáda je film z roku 2008, který režíroval Guillermo del Toro. Příběh navazuje na předchozí díl Hellboy, který také režíroval Guillermo del Toro. Druhý díl napsal režisér a Mike Mignola. Universal Pictures financovala a distribuuje film, který má premiéru 11. července 2008.

## Hrají
| Herec           | Role                                                 |
| --------------- | ---------------------------------------------------- |
| Ron Perlman     | Hellboy                                              |
| Selma Blairová  | Liz Sherman                                          |
| Doug Jones      | Abe Sapien Anděl smrti The Chamberlain Wizard        |
| Jeffrey Tambor  | Tom Manning                                          |
| John Hurt       | Trevor Bruttenholm                                   |
| Luke Goss       | Princ Nuada                                          |
| Anna Walton     | Princezna Nuala                                      |
| John Alexander  | Johann Krauss                                        |
| Seth MacFarlane | Johann Krauss (hlas)                                 |
| Roy Dotrice     | King Balor                                           |
| Brian Steele    | Troll pan Wink vlastník obchodu s mapami Fragglewump |